# 대한민국 대검찰청 중앙수사부
대한민국 대검찰청 중앙수사부(大韓民國大檢察廳中央搜查部) 또는 대검 중수부(大檢中搜部), 중수부(中搜部)는 검찰총장의 명령을 직접 받아 수사하는 대검찰청의 부서이다. 검찰의 예하 부서 중에서도 특별한 조직으로 지칭된다. 전두환 노태우 두 전직대통령 비자금 사건, 옷로비 사건, 대우 사건, 한보 사건, 주혜란 사건 등을 성역없이 수사, 처리하여 대검찰청 내에서도 막강한 권한을 가진 부서로 통했다.
중수부는 1949년 12월 검찰청법에 중앙수사국 설치규정이 마련된 직후에는 예산을 확보하지 못해 표류하다가, 1961년 5월 9일 대검찰청 중앙수사국으로 출범하였다. 1962년 8월 수사국으로 바뀌고 1963년 12월 7일 신직수 검찰총장이 겸임으로 임명되면서 중앙수사국이 실질적으로 설치되었다. 1982년 4월에 중앙수사국은 중앙수사부로 이름을 바꿨다.

## 조직
대통령령인 "검찰청 사무기구에 관한 규정"에 따르면, 중수부 아래에는 중앙수사 1과, 중앙수사 2과, 첨단범죄수사과 등을 두고 있으며, 중수부장 아래 수사기획관 1인을 두도록 하고 있다.
중앙수사 1과가 2과보다 다루는 범위가 넓고, 첨단범죄수사과는 첨단범죄를 주로 담당한다는 차이가 있으나, 결국 검찰총장의 명령에 따라 움직인다는 점에서는 동일하다.
중수부 부장은 지방검찰청 검사장급이며, 각 과 과장은 고등검찰청 검사급이다. 중수부는 검찰연구관으로 활동하는 대검찰청 소속 검사들을 지휘할 수 있으며, 전국 일선의 검사들을 언제든 파견받을 수 있다.

## 역사
중수부는 1949년 12월 검찰청법에 중앙수사국 설치규정이 마련된 직후에는 예산을 확보하지 못해 표류했다. 장면 총리는 1960년 9월 23일의 시정 연설에서 "경찰 기구의 개편과 함께 대검찰청 안에 중앙 수사국을 발족시켜 각종 정보기관을 연결 조정하는 한편, 과학적인 수사 방법으로 공산 괴뢰 무장 간첩의 남침 방지와 색출은 물론 범죄 수사의 완벽을 기하려 한다" 며 특별 수사 기관의 필요성을 강조했다. 그러나 중앙수사국은 별도의 조직이 없이  보고만 받는 기관으로 존재하였다.
1961년 4월에야 4개의 과(수사·사찰·특무·서무)가 구성됐고, 1961년 5월 9일 중앙수사국이 출범했다.  중앙수사국은 1962년 8월 수사국으로 바뀌었고, 5·16 군사 정변 뒤인 1963년 12월 7일 신직수 검찰총장이 겸임으로 임명되면서 중앙수사국의 실질적인 설치가 이뤄졌다. 신직수는 1969년 3월 대검 수사국의 기능을 강화했다. 1973년 특별수사부로 바뀌어 검찰총장 하명 사건들을 전담하기 시작했다.
전두환 정권 출범 직후인 1982년 4월에 중앙수사국은 중앙수사부로 이름을 바꿨다. 검찰총장의 하명을 받는 부서의 특성상 대형 사건을 주로 맡아 수사했는데, 1982년 이철희·장영자 어음사기 사건에서 이철희·장영자 부부, 전 대통령 노태우, 전 한보그룹 회장 정태수, 전 대통령 김영삼의 아들 김현철, 전 대통령 김대중의 아들 김홍업·김홍걸 등을 구속했다. 하지만 주로 권력의 핵심에 대한 수사를 위한 원래 목적과 달리, 중수부는 보통 권력에 대한 수사를 피하기 위한 방식으로 악용된다는 비판이 있었다.
1998년 국민의 정부 들어 중수부는 폐쇄되고 "공직자 비리 수사처"가 신설될 예정이었으나, 검찰의 반발로 인해 중수부는 남아있게 되었다. 참여정부 들어서도 강금실 법무부장관이 독립된 기관인 "공직자 부패수사처"를 신설하려 했으나, 당시 송광수 검찰총장이 "검찰의 권한 약화를 노린 것"이라며 반발해 결국 무산됐다.

### 역대 중앙수사부장
(2013년 4월 부서 폐지됨)
- 제1대 1981년 4월 ~ 1983년 3월 이종남
- 제2대 1983년 3월 ~ 1985년 3월 김두희
- 제3대 1985년 3월 ~ 1987년 6월 한영석
- 제4대 1987년 6월 ~ 1988년 3월 김경회
- 제5대 1988년 3월 ~ 1988년 8월 강원일
- 제6대 1988년 8월 ~ 1989년 3월 박종철 (법조인)
- 제7대 1989년 3월 ~ 1991년 4월 최명부
- 제8대 1991년 4월 ~ 1992년 7월 신건 (법조인)
- 제9대 1992년 7월 ~ 1993년 3월 송종의
- 제10대 1993년 3월 ~ 1993년 4월 정성진
- 제11대 1993년 4월 ~ 1994년 9월 김태정
- 제12대 1994년 9월 ~ 1995년 9월 이원성
- 제13대 1995년 9월 ~ 1997년 1월 안강민
- 제14대 1997년 1월 ~ 1997년 3월 최병국
- 제15대 1997년 3월 ~ 1997년 8월 심재륜
- 제16대 1997년 8월 ~ 1998년 3월 박순용
- 제17대 1998년 3월 ~ 1999년 6월 이명재 (법조인)
- 제18대 1999년 6월 ~ 1999년 9월 이종찬 (1946년)
- 제19대 1999년 8월 ~ 2000년 1월 신광옥
- 제20대 2000년 1월 ~ 2001년 5월 김대웅
- 제21대 2001년 6월 ~ 2002년 2월 유창종
- 제22대 2002년 2월 ~ 2003년 3월 김종빈
- 제23대 2003년 3월 ~ 2004년 5월 안대희
- 제24대 2004년 6월 ~ 2005년 4월 박상길 (법조인)
- 제25대 2005년 4월 ~ 2007년 3월 박영수 (1952년)
- 제26대 2007년 3월 ~ 2008년 3월 이귀남
- 제27대 2008년 3월 ~ 2009년 1월 박용석
- 제28대 2009년 1월 ~ 2009년 7월 이인규 (법조인)
- 제29대 2009년 8월 ~ 2011년 8월 김홍일 (법조인)
- 제30대 2012년 12월 ~ 2013년 4월 김경수 (1960년)

## 존폐 논란
대검 중수부는 비판을 많이 받고 있으며 존폐 논란도 꾸준하다.
민주당 박영선 의원은 중수부를 폐지해야 하는 이유에 대해서 조목조목 나열했다. 박영선은 트위터에서 "공기업 수사한다며 임기 남은 참여정부 인사 쫓아내고 MB정부 낙하산 인사할 수 있도록 기여했고, 태광실업 박연차 표적수사를 열심히한 결과 노 대통령의 죽음을 몰고 왔으며, 이미 파산한 씨앤그룹 수사는 호남죽이기라는 비판을 받았을 뿐 아니라, 국회가 중수부 폐지에 합의한 이후 시작된 부산저축은행 수사는 대주주가 호남이고 중수부 폐지 저지를 위함이라는 논란을 낳았다"고 지적했다.
이러한 논의 끝에 2011년 6월 국회 법사위에서 중수부 폐지가 합의되자 검찰은 강력히 반발하며 수사중인 사건을 중단하기도 했다. 이에 대해 정치권은 검찰의 본분을 망각한 직무유기라며 맹 비난했다. 민주당 박영선 의원은 "중수부 폐지는 이미 두 달 전 여야 합의된 사항이다. 검찰의 수사 태업은 국민 무시행위"라고 비판했다.
검찰총장이 수사권을 갖고 있는 데 대한 문제점도 지적된다.
민주당 박영선 의원은 "중수부 폐지는 검찰이 주장하는 것처럼 거악(巨惡) 척결 문제와 직결됐다기보다는 검찰총장에게 직접적 수사권을 줄 것인지 말 것인지와 연결돼 있다"며 "대부분 선진국에서 검찰총장은 직접적 수사권을 갖고 있지 않다"라며 문제의 본질을 지적했다. 재벌·정치인 수사는 의지의 문제이지, 중수부의 존재 여부는 별다른 영향을 미치지 않는다는 지적이다.
검찰총장이 막강한 수사권을 쥐고 있는 것에 대해서도 서울대학교 법학과 조국 교수는 “분권화의 장점은 권한이 여럿으로 나뉘어 있기 때문에 그만큼 통제가 어렵다는 것”이라며 "검찰총장 한 명이 모든 권한을 갖고 있는 것보다는 낫다"라고 말했다. 그 때문에 미국의 경우 주마다 검찰총장이 투표로 선출되고 일본도 총장이 직접수사권을 갖고 있지 않다. 이른바 대형 사건을 수사하는 중수부에 해당하는 도쿄지검 특수부는 일본 검찰 50개 지검 가운데 도쿄ㆍ오사카ㆍ나고야 3곳에만 설치되어 있다. 도쿄지검 특수부는 대한민국의 중수부와 다르게 '살아 있는 권력'을 베기로 유명하다. 1976년 록히드 사건을 수사하면서 당시 정계의 실력자 다나카 가쿠에이 전 총리를 무너뜨리면서 일본 검찰의 신화로 남았다.
검찰이 주장하는 중수부의 존재 이유는 이른바 '거악(巨惡) 척결론'이다. 대형 사건의 비리를 수사 할 만한 기관이 중수부밖에 없다는 주장이다. 하지만 지금 특수부가 거악을 척결할 수 없다는 주장은 검찰 자신의 한계를 인정하는 제 얼굴의 침뱉기라는 지적이 있다.
한상희 건국대 교수(법학)는 "중수부 대신 지검 특수부로 사건을 넘기면 거악 척결이 쉽지 않다는 검찰의 논리는, 동료(지검 검사)를 비난하는, 제 얼굴에 침뱉기이다"라고 비판했다. 또한 거악 척결론도 설득력이 없다는 주장이 있다. 김희수 변호사는 "2008년 전체 형사 사건을 조사해보니 무죄율이 0.31%인 반면, 대검 중수부가 맡은 사건의 무죄율은 27.3%였다. 항소심과 상고심은 더욱 심각하다. 대검 중수부 사건의 무죄율은 32%에 이른다. 이는 출세욕과 공명심이 앞선 중수부가, 권력자가 하명한 사건을 맡아 피의자 인권을 유린했음을 방증해준다."고 말했다. 이명박 정부의 핵심 인사들이 연루된 민간인 사찰 사건도 중수부는 제대로 수사하지 못했다는 점도 지적된다.
중수부를 대체할 기관으로는 특별수사청(중대범죄수사청) 또는 고위공직자비리수사처(공수처)가 꼽히고 있는데 이 역시 검찰 출신 국회의원들의 반대로 20년째 설치가 미뤄져 왔지만 공수처는 설립되어 활동에 들어갔고 중수청의 경우 설립이 추진되고 있다.

## 같이 보기
- 대한민국 검찰청
- 기소독점주의
- 기소편의주의
- 일본 검찰심사회